# Andermannsdorf

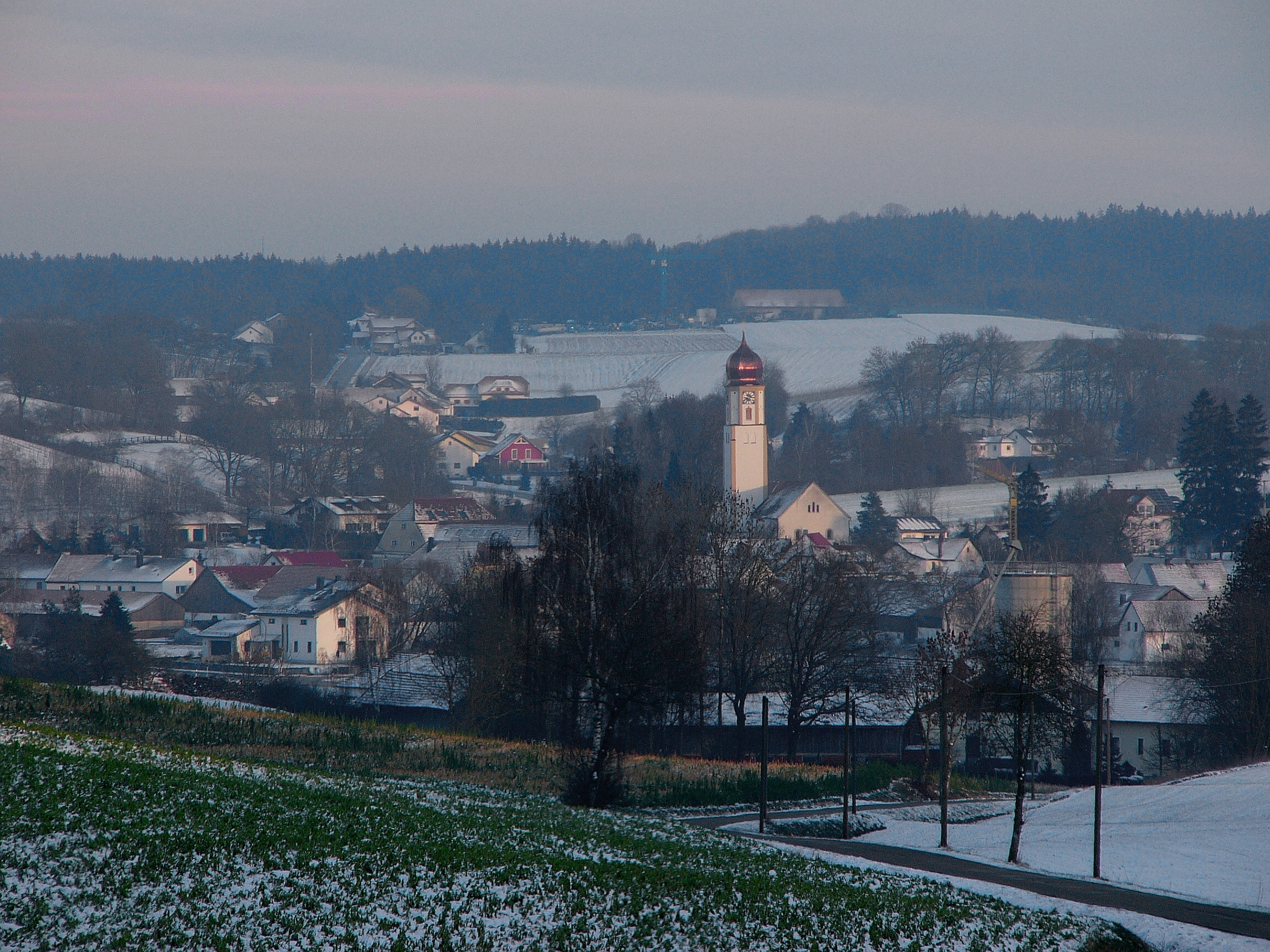
Andermannsdorf von Schmidhof aus gesehen

Andermannsdorf ist ein Gemeindeteil der Gemeinde Hohenthann im niederbayerischen Landkreis Landshut.

## Geographie
Das Kirchdorf Andermannsdorf liegt im oberen Tal der Kleinen Laber und erstreckt sich beiderseits dieses Baches. Der Ort befindet sich in der Hallertau, etwa vier Kilometer nordöstlich von Hohenthann.

## Geschichte
Bereits im Jahr 822 wurde von den Besitzungen des Erzpriesters Andarbod berichtet, dies ist als erste urkundliche Erwähnung Andermannsdorfs anzusehen. In den ersten Jahrhunderten gehörte die Hofmark im Pfleggericht Kirchberg den Anderwoltsdorfern, später verschiedenen anderen Herren.
Als Pfarrei trat Andermannsdorf erstmals 1347 in Erscheinung, das Patronatsrecht lag bei der Schlosskapelle Landshut. Ursprünglich war jedoch das gut einen Kilometer südwestlich gelegene Gatzkofen mit dem Kirchlein St. Martin, dessen Geschichte weit zurückreicht, Pfarrsitz für Andermannsdorf. 1830, lange nach der Verlegung des Pfarrsitz nach Andermannsdorf, bestand die Ortschaft aus 22 Häusern.
Die Gemeinde Andermannsdorf entstand im Jahr 1818 und wurde zunächst dem Landgerichtsbezirk Pfaffenberg zugeordnet; ab 1838 gehörte es zum neu eingerichteten Landgericht Rottenburg und ab 1862 zum Bezirksamt Rottenburg, bevor daraus der Landkreis Rottenburg wurde. Zum 1. Januar 1949 erfolgte die Aufnahme der aufgelösten Gemeinde Kirchberg, zum 1. Mai 1978 die Eingliederung in die Gemeinde Hohenthann im Zuge der Gebietsreform. Zuletzt bestand die Gemeinde Andermannsdorf aus folgenden Ortsteilen: Andermannsdorf, Eberstall, Gambachreuth, Gatzkofen, Kirchberg, Laber, Schmidhof und Zieglstadl.
Außerdem war Andermannsdorf bis vor einigen Jahrzehnten Schulort. Wann dort die erste Schule errichtet wurde, ist unklar; das Bestehen einer Schule ist aber ab 1769 nachweisbar.

## Sehenswürdigkeiten
- Pfarrkirche St. Andreas (spätromanischer Bau des 13. Jahrhunderts, 1687 verlängert, mit Ausstattung)
- Kapelle St. Martin in Gatzkofen (spätgotischer Bau von 1519, mit Ausstattung; zuvor dürften dort schon andere Sakralbauten bestanden haben, da Gatzkofen Pfarrsitz für Andermannsdorf war)

## Vereine
- Ministranten Andermannsdorf
- Burgschützen Eberstall
- KDFB Andermannsdorf
- Freiwillige Feuerwehr Andermannsdorf
- KLJB Andermannsdorf
- Krieger- und Soldatenverein Andermannsdorf
- Laabertaler Stockschützen Andermannsdorf
- Trachtenverein Rahstorf